# Otto Kimminich

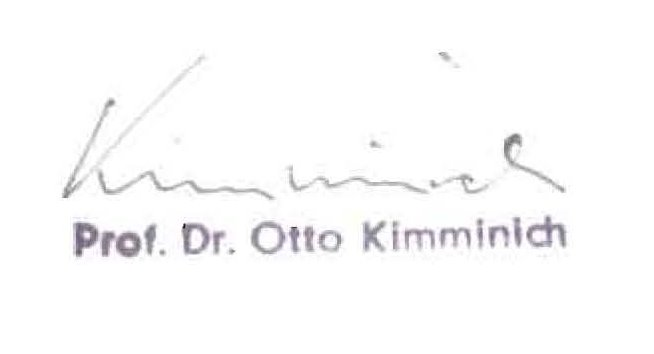
Unterschrift Otto Kimminich (Juli 1975)

Otto Kimminich (* 1. April 1932 in Niklasdorf, Tschechoslowakei; † 12. August 1997 in Regensburg) war ein bedeutender deutscher Staats- und Völkerrechtler. Er lehrte an der Ruhr-Universität Bochum und der Universität Regensburg.

## Leben
Nach dem Tod seines Vaters 1939 wuchs Kimminich als Halbwaise auf. Nach Ende des Zweiten Weltkrieges musste er im Alter von 13 Jahren das Gymnasium verlassen und erlernte den Beruf des Konditors. Im Rahmen der Vertreibung der Deutschen aus der Tschechoslowakei gelangten Kimminich und seine Familie nach Erlangen, wo er sein Abitur ablegte.
Sein Studium der Rechtswissenschaft und Volkswirtschaftslehre an den Universitäten Erlangen, Würzburg und Charlottesville, Virginia (USA), wo er als Fulbright-Stipendiat einen Master of Arts in Economics (1954) erlangte, schloss er 1955 ab. 1957 wurde er an der Universität Würzburg zum Dr. jur. utr. promoviert. Das zweite juristische Staatsexamen legte er 1959 ab.
Danach war Kimminich Regierungsrat bei der Regierung von Unterfranken und stellte berufsbegleitend seine, im Flüchtlingsrecht angesiedelte, Habilitationsschrift (Der internationale Rechtsstatus der Flüchtlinge) fertig. 1961 wurde er bei Hermann Raschhofer an der Universität Würzburg habilitiert und begann als Privatdozent. 1963 erhielt er einen Ruf auf eine Professur für Völkerrecht und Staatsrecht an die Universität Bochum. 1967 übernahm er an der neu errichteten Universität Regensburg den Lehrstuhl für Öffentliches Recht, insbesondere Völkerrecht, Staatsrecht, Politik, den er bis zu seinem Tod innehatte. Diverse Rufe an die Universitäten Kiel (1971), Würzburg (1974), Münster (1975) und Innsbruck (1981) lehnte er ab.
Kimminich arbeitete eng mit den Bund der Vertriebenen (BdV) zusammen und war bis zu seinem Tod der Vorsitzende seines 12-köpfigen Sachverständigenrats. Er hatte enge Kontakte zum Witikobund und zur Freiheitlichen Partei Österreichs (FPÖ), außerdem schrieb er für die Zeitschrift Mut. Er gehörte zu den Mitbegründern des Internationalen Instituts für Nationalitätenrecht und Regionalismus (INTEREG) und war Mitglied im Collegium Carolinum. Kimminich galt als katholischer Konservativer.
Kimminich war Mitglied der Vereinigung der Deutschen Staatsrechtslehrer und Präsident der Geisteswissenschaftlichen Klasse der Sudetendeutschen Akademie der Wissenschaften und Künste. Er war Mitherausgeber folgender Zeitschriften: Wissenschaftsrecht, Archiv des Völkerrechts und Zeitschrift für Ausländerrecht und Ausländerpolitik sowie Mitarbeiter des Bonner Kommentars zum Grundgesetz. Ferner war er Präsident der deutschen Nansen-Gesellschaft und der Otto Benecke Stiftung.
Er veröffentlichte über 100 Bücher und 700 Artikel. Außerdem übersetzte er soziologische und politische Werke aus dem Englischen.
Kimminich wurde 1997 auf dem Regensburger Dreifaltigkeitsbergfriedhof beigesetzt.

## Auszeichnungen
- 1961: 1. Preis beim Internationalen Wettbewerb zum Weltflüchtlingsjahr
- 1980: Plakette für Verdienste um den deutschen Osten und das Selbstbestimmungsrecht des Bundes der Vertriebenen
- 1981: Großer Kulturpreis der Sudetendeutschen Landsmannschaft
- 1985: Bundesverdienstkreuz am Bande
- 1989: Europäischer Karlspreis der Sudetendeutschen Landsmannschaft
- Komtur des Fürstlich Liechtensteinischen Verdienstordens

## Schriften (Auswahl)
- Das Staatsoberhaupt in der parlamentarischen Demokratie, VVDStRL 25 (1967) S. 2-90
- Rüstung und politische Spannung. Studien zum Problem der internationalen Sicherheit (= Krieg und Frieden. Band 3). Bertelsmann, Gütersloh 1964.
- Asylrecht (= Demokratie und Rechtsstaat). Luchterhand, Berlin u. a. 1968.
- Völkerrecht im Atomzeitalter. Der Atomsperrvertrag und seine Folgen (= Sozialwissenschaft in Theorie und Praxis). Rombach, Freiburg im Breisgau 1969.
- Humanitäres Völkerrecht, humanitäre Aktion (= Reihe Entwicklung und Frieden. Band 3). Kaiser, München 1972, ISBN 3-459-00835-0.
- Einführung in das öffentliche Recht. Methodik, allgemeine Staatslehre, sozialwissenschaftliche Grundlagen (= Rombach-Hochschul-Paperback. Band 36). Rombach, Freiburg im Breisgau 1972, ISBN 3-7930-0956-4.
- Menschenrechte. Versagen und Hoffnung (= Langen-Müller-Stichworte. 9). Langen-Müller, München 1973, ISBN 3-7844-1510-5.
- Verfassungsrechtliche Probleme einer Neuregelung der vertraglichen Grundlagen für die örtliche Energieversorgung. Sigillum Verlag, Köln 1974, ISBN 3-87750-020-X.
- Atomrecht (= Das wissenschaftliche Taschenbuch. Re 44). Goldmann, München 1974, ISBN 3-442-60044-8.
- (Hrsg.): Was sind Grundwerte? Zum Problem ihrer Inhalte und ihrer Begründung (= Schriften der Katholischen Akademie in Bayern. Band 80). Patmos Verlag, Düsseldorf 1977, ISBN 3-491-77579-5.
- Schutz der Menschen in bewaffneten Konflikten. Zur Fortentwicklung des humanitären Völkerrechts (= Entwicklung und Frieden. Band 20). Kaiser, München 1979, ISBN 3-459-01208-0.
- Der Aufenthalt von Ausländern in der Bundesrepublik Deutschland. Rechtsgrundlage, Beginn und Ende (= Reihe Asylrecht. Heft 5). Nomos, Baden-Baden 1980, ISBN 3-7890-0590-8.
- (Hrsg.): Subsidiarität und Demokratie (= Schriften der Katholischen Akademie in Bayern. Band 99). Patmos Verlag, Düsseldorf 1981, ISBN 3-491-77232-X.
- Der Schutz kommunaler Unternehmen gegen konfiskatorische Eingriffe. Heymann, Köln u. a. 1982, ISBN 3-452-19352-7.
- Grundprobleme des Asylrechts (= Erträge der Forschung. Band 187). Wissenschaftliche Buchgesellschaft, Darmstadt 1983, ISBN 3-534-09114-0.
- Rechtsprobleme der polyethischen Staatsorganisation (= Reihe Entwicklung und Frieden. Band 39). Grünewald, Mainz u. a. 1990, ISBN 3-7867-1189-5.
- Umweltschutz – Prüfstein der Rechtsstaatlichkeit (= Soziale Perspektiven. Band 2). Veritas, Linz 1987, ISBN 3-85329-608-4.
- Deutsche Verfassungsgeschichte. 2. Auflage, Nomos, Baden-Baden 1987, ISBN 3-7890-1471-0.
- Religionsfreiheit als Menschenrecht. Untersuchung zum gegenwärtigen Stand des Völkerrechts (= Reihe Entwicklung und Frieden. Band 52). Grünewald, Mainz u. a. 1990, ISBN 3-7867-1517-3.
- Die Menschenrechte in der Friedensregelung nach dem Zweiten Weltkrieg (= Forschungsergebnisse der Studiengruppe für Politik und Völkerrecht der Kulturstiftung der Deutschen Vertriebenen. Band 6). Gebr. Mann, Berlin 1990, ISBN 3-7861-1618-0.
- Deutschland und Europa. Historische Grundlagen (= Forschungsergebnisse der Studiengruppe für Politik und Völkerrecht der Kulturstiftung der Deutschen Vertriebenen. Band 8). Mann, Berlin 1992, ISBN 3-7861-1657-1.
- Der völkerrechtliche Hintergrund der Aufnahme und Integration der Heimatvertriebenen und Flüchtlinge in Bayern (= Die Entwicklung Bayerns durch die Integration der Vertriebenen und Flüchtlinge. Band 1). Iudicium Verlag, München 1993, ISBN 3-89129-042-X.
- (Hrsg.): Handwörterbuch des Umweltrechts. 2 Bände, 2. Auflage, Erich Schmidt, Berlin u. a. 1994, ISBN 3-503-03458-7.

- Band 1: Abfallabgabe – Mosel.
- Band 2: Nachbarrecht – Zweitanmeldung.

- Einführung in das Völkerrecht (= UTB 469). 10. Auflage, Francke (UTB), Tübingen 2014, ISBN 978-3-8252-4146-9. (Weitergeführt von Stephan Hobe)